# Kristina Ševčenko
Kristina Ševčenko (in ucraino: Крістіна Шевченко; Odessa, 1988) è una danzatrice ucraina, prima ballerina dell'American Ballet Theatre dal 2018.

## Biografia
Nata ad Odessa, Kristina Ševčenko ha studiato ginnastica ritmica durante l'infanzia e si è avvicinata alla danza solo dopo che la famiglia si era trasferita in Pennsylvania. Nel 2003 è diventata la più giovane vincitrice del Princess Grace Award.
Nel 2007 si è unita all'American Ballet Company e nel 2008 è diventata membro regolare del corps de ballet. E salita alla ribalta nel 2013 quando ha sostituito all'ultimo momento Gillian Murphy in Piano Concerto #1, ricevendo il plauso della critica.
L'anno successivo è stata promossa a solista e nel 2017 ha fatto il suo debutto alla Metropolitan Opera House interpretando Kitri nel Don Chisciotte, il suo primo ruolo da protagonista. Nel corso della stessa stagione ha rimpiazzato all'ultimo momento una ballerina infortunata nel ruolo di Medora ne Le Corsaire e nel 2018 è stata proclamata prima ballerina.
Il suo repertorio all'interno della compagnia include molti dei maggiori ruoli femminili, tra cui Odette e Odile ne Il lago dei cigni, Polimnia nell'Apollon musagète, Gamzatti ne La Bayadère, Myrta in Giselle, l'amante di Lescaut in Manon, Clara ne Lo schiaccianoci e Diana e Cerere in Sylvia.